# Субботы (Кировская область)
Субботы — деревня в Зуевском районе Кировской области в составе Зуёвского сельского поселения.

## География
Находится на расстоянии примерно 2 километра на юг от районного центра города Зуевка.

## История
Известна с 1710 года, когда в ней отмечено 8 душ мужского пола, в 1764 году учтено 115 жителей. В 1873 году учтено дворов 30 и жителей 254, в 1905 — 58 и 363, в 1926 — 78 и 424, в 1950 — 50 и 198 соответственно, в 1989 отмечено 19 жителей.

## Население
Постоянное население составляло 6 человек (русские 100 %) в 2002 году, 4 в 2010.